# Апама IV
Вижте пояснителната страница за други личности с името Апама.
Апама IV (на старогръцки: Απάμα Δ΄, Apama IV) от династията на Антигонидите, е съпруга на Прусий II Кинегус, цар на Витиния (упр. 182– 149 г. пр. Хр.).

## Биография
Тя е дъщеря на цар Филип V Македонски (упр. 221 – 179 г. пр. Хр.) и втората му съпруга. Сестра е на Персей († 165 г. пр. Хр., последният македонски цар от 179 до 167 г. пр. Хр.), Деметрий († 181 г. пр. Хр.), Филип и на сестра, която се омъжва за тракийския цар Терес.
Апама IV се омъжва за братовчед си Прусий II († 149 г. пр. Хр.), син на цар Прусий I и Апама III. Двамата имат син Никомед II Епифан († 128/127 г. пр. Хр., цар на Витиния 149 – 128/127 г. пр. Хр.) и дъщеря Апама, която се омъжва за Дигилис цар на траките Caeni.